# Rumonge
Rumonge är en ort i Burundi. Den är provinshuvudstad i provinsen med samma namn, vid Tanganyikasjön i den sydvästra delen av landet, 70 kilometer söder om Burundis största stad Bujumbura. Antalet invånare var 35 978 vid folkräkningen 2008.